# MBC TV
MBC TV é uma rede de televisão aberta sul-coreana fundada em 8 de agosto de 1969. É propriedade e operada pela Munhwa Broadcasting Corporation (MBC).

## História
Em 21 de fevereiro de 1961, a Seoul Private Broadcasting Corporation foi estabelecida. Em 22 de junho de 1966, a empresa recebeu uma licença de transmissão do governo e começou a transmitir na televisão aberta em 8 de agosto de 1969. Em 5 de outubro de 1970, o MBC Newsdesk foi lançado como o noticiário da emissora. Um ano depois, em 10 de janeiro de 1971, os nomes de todas as emissoras regionais foram fundidos sob a marca MBC. Em 22 de dezembro de 1980, as transmissões coloridas começaram apenas em Seul, seguidas por uma adoção em todo o país em 1 de janeiro de 1981.
Junto com seus principais rivais KBS e SBS, MBC TV começou sua transmissão diurna em escala real em 1 de dezembro de 2005. Ela começou a transmitir 24 horas por dia em 1 de janeiro de 2013 e foi descontinuada em 30 de dezembro de 2017. A partir de 4 de agosto de 2014, o noticiário do canal passou a ser veiculado na nova emissora localizada em Sangam-dong e a partir de 1º de setembro do mesmo ano, o canal passou a produzir todos os programas nos novos estúdios.